# Promayoa peculiaris
Promayoa peculiaris är en tvåvingeart som beskrevs av Carroll William Dodge 1966. Promayoa peculiaris ingår i släktet Promayoa och familjen köttflugor.
Artens utbredningsområde är Surinam. Inga underarter finns listade i Catalogue of Life.